# Сусанлик
Сусанлик або Мохренес (азерб. Susanlıq, вірм. Մոխրենես) — село у Ходжавендському районі Азербайджану. Село розташоване на південний захід від села Тох та на південний схід від села Тумі. Відносно районного центру село розташоване на північний захід.
9 листопада 2020 року в ході Другої Карабаської війни було визволене Збройними силами Азербайджану.

## Пам'ятки
У селі розташована церква Св. Саркіса 19 ст., цвинтар 18-19 ст., церква «Охти дрні ванк» (вірм. Օխտը Տռնէ, дослівно — восьмидвірна церква) 5-6 ст., хачкар 10-11 ст. та міст 13 ст.